# Shrinking Violet (roman)
Shrinking Violet är en ungdomsbok skriven av Danielle Joseph som gavs ut 5 maj 2009 i USA.
Shrinking violet är även en engelsk term som används för att beskriva en blyg eller folkskygg person.

## Handling
Teresa Adams, som går sista året på gymnasiet, är så fasligt skygg att hon fruktar att möta på folk i korridorerna eller att tala inför klassen. Men i sitt rum, med sin iPod i hand, kan hon i hemlighet låtsas ha radiosändningar för Miamis hetaste FM-radiostation som ägs av hennes svärfar. När möjligheten att bli radio-DJ för The SLAM öppnar sig så överträffar Teresa sig själv genom att bli självsäkra, kaxiga Sweet T bakom micken - och till allas förvåning så blir hon en hit. Även Gavin, den enda på skolan hon vågar prata med, hyllar Sweet Ts val av musik. Men när The SLAM annonserar en låtskrivartävling, där förstapris är att gå på skolbalen med Sweet T, så kan Sweet Ts dröm bli Teresas värsta mardröm.